# Ward Miller
Ward MacLaughlin Miller (* 29. November 1902 in Portsmouth, Ohio; † 11. März 1984 ebenda) war ein US-amerikanischer Politiker. In den Jahren 1960 und 1961 vertrat er den Bundesstaat Ohio im US-Repräsentantenhaus.

## Werdegang
Ward Miller besuchte die Portsmouth High School und studierte danach bis 1923 an der Ohio State University. Im Jahr 1931 absolvierte er die Harvard University. Zwischen 1931 und 1933 gehörte er zur Redaktion des Bookman Magazine; von 1935 bis 1980 arbeitete er in der Immobilienbranche. Von 1955 bis 1980 gehörte er auch dem Bildungsausschuss des Staates Ohio an. Er war auch Mitglied des Royal Institute of Philosophy von Großbritannien. Politisch schloss er sich der Republikanischen Partei an.
Nach dem Tod des demokratischen Abgeordneten James G. Polk wurde Miller bei der fälligen Nachwahl für den sechsten Sitz von Ohio als dessen Nachfolger in das US-Repräsentantenhaus in Washington, D.C. gewählt, wo er am 8. November 1960 sein neues Mandat antrat. Bis zum 3. Januar 1961 konnte er die laufende Legislaturperiode im Kongress beenden. Für die am 3. Januar 1961 beginnende Legislaturperiode hatte er nicht kandidiert.
Nach dem Ende seiner Zeit im US-Repräsentantenhaus arbeitete Ward Miller weiterhin in der Immobilienbranche. Er starb am 11. März 1984 in Portsmouth, wo er auch beigesetzt wurde.